# تيشو أكينديلي
تيشو أكينديلي (31 مارس 1992 بكالغاري في كندا - ) هو لاعب كرة قدم كندي في مركز الهجوم. شارك مع منتخب كندا تحت 17 سنة لكرة القدم ومنتخب كندا لكرة القدم. أما مع النوادي، فقد لعب مع نادي دالاس وReal Colorado Foxes ‏.

## وصلات خارجية
- تيشو أكينديلي على موقع الدوري الأمريكي (الإنجليزية)
- تيشو أكينديلي على موقع قاعدة بيانات كرة القدم.إي يو (الإنجليزية)
- تيشو أكينديلي على موقع ناشيونال فوتبول تيمز (الإنجليزية)
- تيشو أكينديلي على موقع Soccerway.com (الإنجليزية)
- تيشو أكينديلي على موقع عالم كرة القدم.نت (الإنجليزية)
- تيشو أكينديلي على موقع AS.com (الإسبانية)